# ラク州
ラク州（ラクしゅう、Lac Region）は、チャドの州。チャドに22ある州のうちのひとつである。州都はボル。人口248,226人（1993年）、面積22,320km²。西をニジェールに接し、チャド湖の北岸及び東岸に広がる県である。
ラク州の住民は、カネム人（人口の66%を占める）とブドゥマ人（人口の18%を占める）の2民族が多い。

## 経済
ラク州の耕地面積は48132ha、農業生産量は68192tである。ラク州の降水量は300mmと少ないが、チャド湖岸の湿地を利用した農業が行われ、トウモロコシとトウジンビエが主に生産されている。

## 設立まで
2000年まではラク県（Lac Prefecture）と呼ばれていた。

## 下位行政区画
ラク州はマムディ県とワイ県の二つの県に分かれている。